# Carlo Agostoni
Carlo Agostoni Faini (23. března 1908, Milán – 25. června 1972, Ciudad de México, Mexiko) byl italský šermíř soutěžící v šermu kordem, na olympijských hrách mezi lety 1928 – 1948 získal jednu zlatou, dvě stříbrné a jednu bronzovou medaili.

## Účast na olympijských hrách[1]

### Amsterdam 1928
Na LOH 1928 v Amsterdamu byl členem vítězného družstva kordistů Itálie (sestava Giulio Basletta, Marcello Bertinetti, Giancarlo Cornaggia-Medici, Carlo Agostoni, Renzo Minoli a Franco Richardi). Ve čtvrtfinále dosáhl Agostoni proti Německu plný počet 8 zásahů a proti Egyptu 4, v semifinále proti Nizozemsku i proti Portugalsku 7 zásahů; ve čtyřčlenném finále proti Belgii 6 zásahů, proti Portugalsku opět 7 a proti Francii 4 zásahy. Celkem vyhrál 19 z 28 bojů na planši. Soutěže jednotlivců se neúčastnil.

### Los Angeles 1932
Na LOH 1932 v Los Angeles získali Italové stříbrné medaile ve složení Carlo Agostoni, Franco Richardi, Renzo Minoli, Saverio Ragno a Giancarlo Cornaggia-Medici. Tentokrát se šermovalo na tři vítězné zásahy, v semifinále Agostoni vyhrál všechny střety s Mexičany (12 zásahů) a ve finále s Belgičany prohrál jediný (11 zásahů). Itálie nakonec podlehla ve finále Francii 7:9, přestože Agostoni opět vyhrál tři ze čtyř soubojů. V soutěži jednotlivců prošel prvním kole s osmi soupeři bez porážky, největší potíže mu dělal Calnan z USA. Ten ho také porazil ve skupině semifinálové, kde Agostoni navíc prohrál s krajanem Cornaggiou-Medici. Ve dvanáctičlenném finále byl Agostoni úspěšný v osmi střetnutích a nakonec získal bronzovou medaili za vítězným Cornaggiou-Medici a druhým Francouzem Georges Buchardem, třebaže jeho porazil 3:2.

### Londýn 1948
Na LOH 1948 v Londýně se Agostoni účastnil soutěže družstev i jednotlivců. Družstvo Itálie ve složení Luigi Catone, Marc Antonio Mandruzatto, Carlo Agostoni, Edoardo Mangiarotti, Fiorenzo Marini a Dario Mangiarotti zde získalo stříbrné medaile, když k postupu do finálového boje o medaile zdolalo Brazílii, Polsko a Lucembursko. Ve finále porazili Italové Švédy 8:6 (Agostoni vyhrál dva ze čtyř soubojů), ale prohráli s vítěznou Francií 5:11, Agostoni vyhrál ze čtyř soubojů jediné. Mezi nejlepšími deseti jednotlivci bojoval již přece jen pomalejší o medaili marně – zvítězil čtyřikrát, jednou remizoval a čtyřikrát prohrál, což stačilo na celkové 7. místo.

## Další sportovní úspěchy
Kromě úspěchů na olympijských hrách je třeba zmínit další medailová umístění na vrcholných podnicích, jichž se Agostoni jako člen reprezentace Itálie zúčastnil. Byla to stříbrná medaile, kterou Italové přivezli z Otevřeného mistrovství Evropy v Lutychu v roce 1930 a poté dokonce titul o rok později z Vídně. Na prvním oficiálním mistrovství světa v roce 1937 získala Itálie titul světových mistrů, o rok později v Piešťanech byli bronzoví. (Mezinárodní šermířská federace později zpětně otevřená ME konaná v letech 1921 – 1936 prohlásila za mistrovství světa, z toho důvodu jsou v pramenech jisté zmatky).